# Авиакатастрофа над Паломаресом

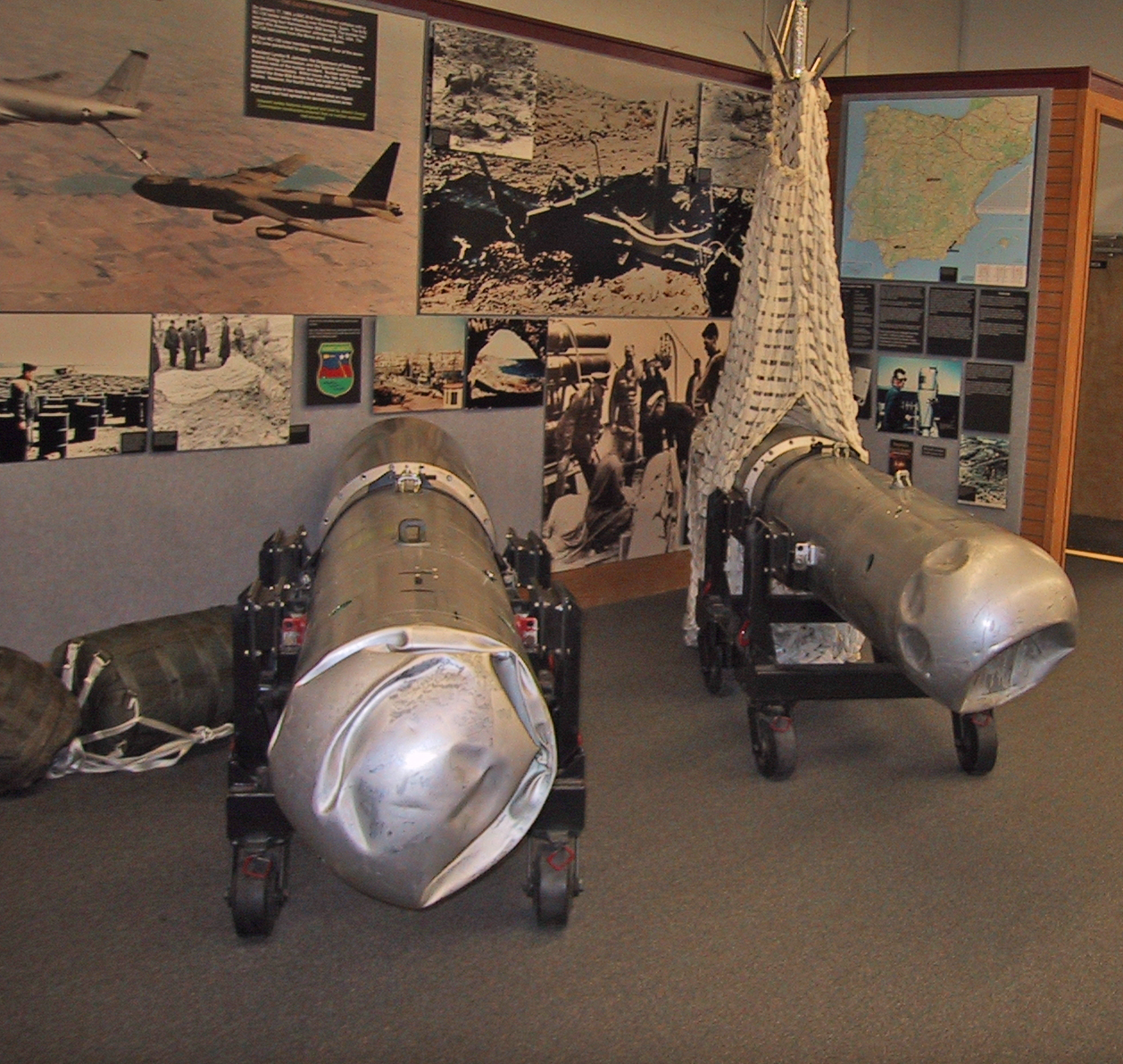
Оболочки двух термоядерных бомб B28 из Паломареса находятся в музее (National Museum of Nuclear Science and History, Albuquerque, NM)

Авиакатастрофа над Паломаресом (муниципалитет Куэвас-дель-Альмансора, провинция Альмерия, автономное сообщество Андалусия, Испания) произошла 17 января 1966 года, когда американский стратегический бомбардировщик B-52G с термоядерным оружием на борту столкнулся с самолётом-топливозаправщиком KC-135 во время дозаправки в воздухе. В результате катастрофы погибли 7 человек и были потеряны четыре термоядерные бомбы. Три из них приземлились на суше и были найдены сразу, четвёртая, упавшая в море — лишь после двухмесячных поисков. Две бомбы, упавшие неподалёку от Паломареса, разрушились, вызвав радиационное загрязнение местности. Катастрофа привела к серьёзному дипломатическому кризису и к прекращению полётов американских бомбардировщиков с ядерным оружием над Европой и Средиземноморьем, однако окончательно такие полёты были прекращены только через два года, после ещё одной подобной катастрофы — над базой Туле в Гренландии. В марте 2009 года журнал «Тайм» включил инцидент в список наиболее серьёзных ядерных катастроф.

## Катастрофа
Во время холодной войны Стратегическое авиационное командование ВВС США проводило операцию «Хромированный купол», в рамках которой в воздухе постоянно находилось определённое число стратегических бомбардировщиков, несущих ядерное оружие и готовых в любой момент изменить курс и нанести удар по заранее определённым целям на территории СССР. Это позволяло в случае начала войны не тратить время на подготовку самолётов к вылету и значительно сократить их путь к цели, а также обеспечивало выживание бомбардировщиков первой волны в случае внезапного удара по аэродромам базирования.
17 января 1966 года с авиабазы Сеймур-Джонсон (США) на очередное патрулирование вылетела пара стратегических бомбардировщиков B-52G «Стратофортресс», принадлежавших 68-му бомбардировочному крылу. На борту каждого самолёта находились четыре термоядерные бомбы B28RI, мощностью 1,45 Мт тротилового эквивалента каждая. Маршрут патрулирования пересекал Атлантический океан и проходил над Средиземным морем у берегов южной Европы. В ходе полёта выполнялись две плановые дозаправки в воздухе над территорией Испании.
Во время выполнения второй дозаправки, проходившей в районе рыбацкого посёлка Паломарес (муниципалитет Куэвас-дель-Альмансора), около 10:30 по местному времени на высоте 9500 м один из бомбардировщиков (бортовой номер 58‑0256, позывной Ти-16 (англ. Tea-16), командир корабля капитан Чарльз Вендорф) столкнулся с самолётом-заправщиком KC-135A «Стратотанкер» (бортовой номер 61-0273, 97-е бомбардировочное крыло, командир корабля майор Эмиль Чапла). Дозаправка производилась при хорошей погоде, причиной аварии стало недопустимое сближение бомбардировщика с заправщиком. Заправочная штанга танкера ударила бомбардировщик в верхнюю часть фюзеляжа, сломав лонжерон и вызвав возгорание. В результате удара бомбардировщик потерял левое крыло и начал падать с сильным креном влево, огонь распространился по заправочной штанге и, достигнув танкера, вызвал пожар и взрыв.
В катастрофе погибли все четверо членов экипажа танкера, никто из них не успел покинуть борт загоревшегося самолёта. Из семи членов экипажа бомбардировщика выжили четверо. Командиру корабля капитану Вендорфу, запасному пилоту майору Мессинджеру и штурману капитану Бухману удалось успешно катапультироваться, второй пилот лейтенант Руни, хотя и остался без катапультируемого кресла, сумел покинуть самолёт через аварийный люк, открытый после катапультирования штурмана. Оператор аппаратуры РЭБ лейтенант Глесснер и бортстрелок техник-сержант Снайдер, чьи рабочие места находились в зоне, куда пришёлся удар, не смогли покинуть самолёт, второй штурман Монтанус успел катапультироваться, но его парашют не раскрылся. Капитан Бухман получил сильные ожоги, но сумел раскрыть парашют вручную и приземлился на суше, его нашли и отвезли в больницу местные жители. Остальные выжившие приземлились на море, были подобраны рыбацкими лодками и доставлены в госпиталь в Агиласе. Обломки самолётов и бомбы рухнули на Паломарес, но по счастливому стечению обстоятельств никто из находившихся на земле в районе катастрофы не пострадал.
Первый доклад о катастрофе был получен на базе ВВС США в Торрехоне под Мадридом в течение трёх минут после происшествия. После получения подтверждения, когда стало ясно, что произошёл инцидент с ядерным оружием, командир базы генерал-майор Вильсон оповестил о случившемся штаб Стратегического командования ВВС в Омахе и немедленно вылетел на место происшествия с группой реагирования на чрезвычайные ситуации для руководства поисково-спасательными и дезактивационными работами. Президент США Линдон Джонсон был оповещён на следующее утро и распорядился предпринять все возможные меры для обнаружения бомб.

## Поиск бомб

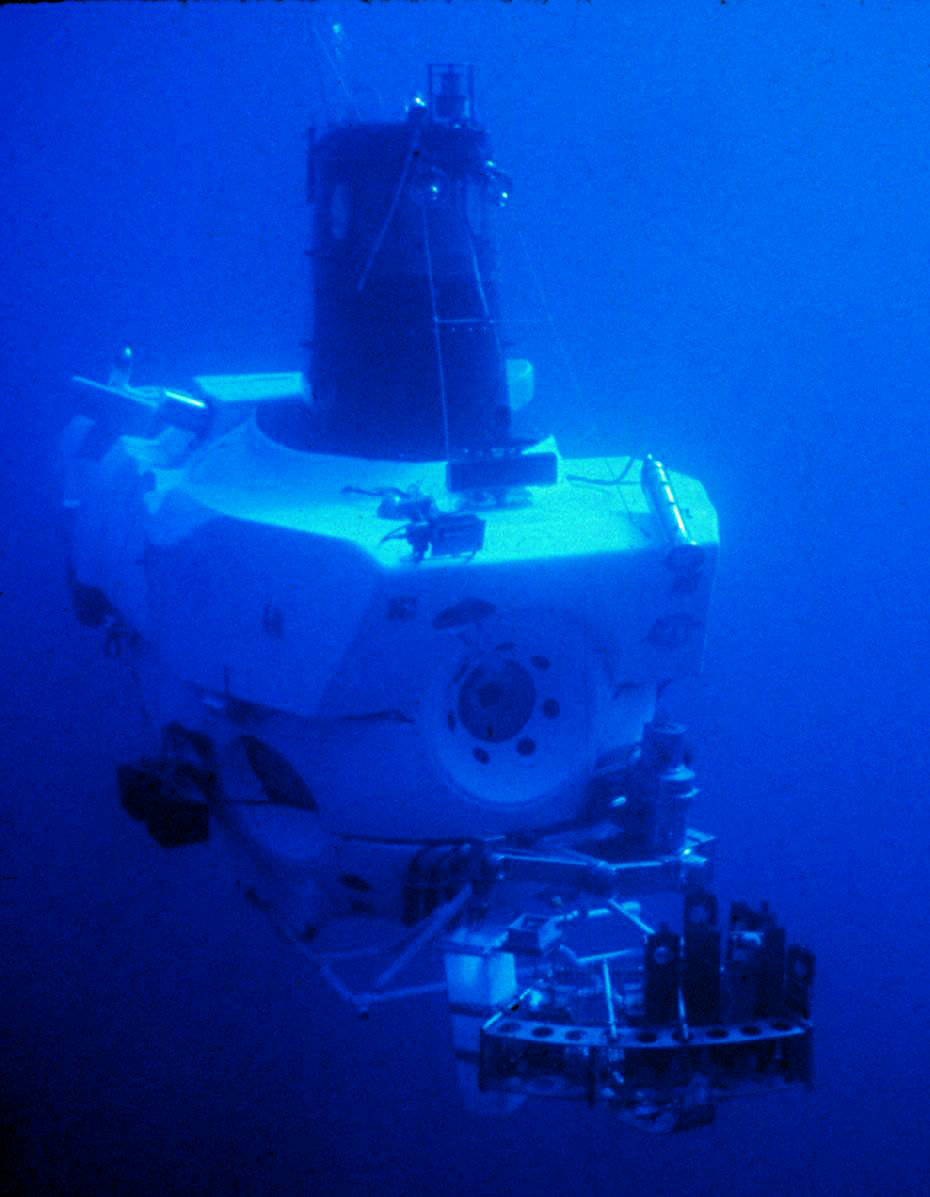
Пилотируемый подводный аппарат Алвин

Поиск упавших бомб был начат сразу же после катастрофы, и в первые 24 часа были найдены три из них. Первая бомба была обнаружена испанскими жандармами примерно в 16:00 первого дня. Парашютная система бомбы сработала, и бомба была практически целой. Вторая бомба была найдена в 9:30 поисковым вертолётом в районе местного кладбища, а через час наземная поисковая группа нашла ещё одну. В двух последних бомбах произошла детонация обычного взрывчатого вещества, что привело к их разрушению и радиоактивному заражению территории площадью около 2 км². Четвёртая бомба, несмотря на интенсивные поиски, найдена не была.
При опросе очевидцев местный рыбак Франсиско Ортс (исп. Francisco Simó Orts), заявил, что видел бомбу, спускавшуюся на парашюте в Средиземное море. Его рассказ косвенно подтверждался также найденной крышкой парашютной системы бомбы — было вполне вероятно, что система сработала, и ветром бомбу отнесло в море. 22 января было принято решение привлечь к поискам ВМС США. Программу поисковой операции разрабатывала специально созданная техническая группа под руководством контр-адмирала Свенсона. В состав группы входили эксперт по водолазным работам капитан Уиллард Сирл и математик, доктор Джон Крейвен, который при помощи байесовской теории эффективного нахождения потерянных объектов составил план поисков.
Для проведения поисковых работ была сформирована эскадра ВМС США под командованием контр-адмирала Уильяма Геста (англ. William S. Guest). Эскадра насчитывала до 34 кораблей, на которых находилось свыше трёх тысяч военных моряков и гражданских контрактников. Для исследования дна на малых глубинах до 24 м (80 футов) использовались аквалангисты; водолазы в жёстких скафандрах работали на глубинах до 120 м (400 футов). Поиски на больших глубинах выполнялись подводными пилотируемыми аппаратами «Алвин» и «Алюминаут». Ортс был доставлен на один из кораблей и при помощи ориентиров на берегу указал примерную точку падения бомбы.
1 марта, примерно в 760 м от места, указанного Ортсом, «Алвин» обнаружил борозду длиной 240 м (400 футов), предположительно образовавшуюся от того, что бомбу тащило по дну сильным течением. Аппарату понадобилось ещё две недели, чтобы исследовать дно, и наконец, 15 марта, после почти двухмесячных поисков бомба была обнаружена «Алвином» на глубине почти 800 м. Бомба лежала на 70-градусном склоне разлома, глубина которого доходила до 1300 м. Первая попытка, предпринятая 26 марта, поднять её, привязав трос к парашютным стропам, оказалась неудачной; бомба сорвалась, и её вновь потеряли. Она была обнаружена вновь 2 апреля; 5 апреля возникла серьёзная аварийная ситуация, когда «Алвин» запутался в парашюте, пилоты аппарата потеряли обзор и не могли освободиться в течение 15 минут. После этого инцидента для дальнейших работ использовался дистанционно управляемый необитаемый аппарат CURV. 7 апреля с помощью аппарата удалось прикрепить два троса к парашюту, но при попытке завести третий трос CURV также запутался и потерял управление. Попытки освободить его закончились неудачей, и было принято решение поднимать бомбу вместе с аппаратом на двух тросах. Попытка закончилась успешно, и бомба была поднята на палубу спасательного корабля «Петрель» через 81 день после катастрофы. На следующий день на палубу корабля допустили более ста журналистов и фотографов, представлявших различные СМИ; по утверждению газеты «Нью-Йорк Таймс», это был первый в истории случай публичной демонстрации ядерного оружия.

## Дезактивация местности
Параллельно с поисками бомб велись работы по дезактивации района катастрофы. Практически сразу же были начаты радиометрические замеры местности и переговоры с испанскими властями о мерах, необходимых для устранения последствий катастрофы. Наибольшая радиоактивность отмечалась в районе падения второй и третьей бомб, которые были разрушены взрывами. Максимальный уровень загрязнения достигал 2 МБк/м2. Граница, за пределами которой альфа-излучение не регистрировалось, первоначально охватывала площадь в 630 акров, и впоследствии была расширена до 650 акров из-за разноса ветром радиоактивной пыли.
Согласно окончательной договорённости, почва с участков, загрязнённость которых превышала 60 кБк/м2, должна была быть снята на глубину 5-6 дюймов и заменена свежим плодородным слоем. Общая площадь таких участков составила 5½ акров, а объём снятой почвы 1423 куб. ярдов (1088 м³). На остальной части заражённой территории почва была перепахана, а там, где это не позволял сделать рельеф местности — также собрана для захоронения. В ходе работ местность непрерывно поливалась водой для предотвращения распространения радиоактивной пыли. Растительность, в основном помидорные посадки с загрязнением свыше 400 Бк/кг была собрана вместе с заражённой почвой для захоронения, остальная — большей частью сожжена. Некоторое количество спелых помидоров, на которых регистрировался минимальный уровень излучения, было употреблено в пищу участниками работ.
Помимо собственно дезактивации восстанавливались повреждённые объекты сельскохозяйственной инфраструктуры: ирригационные каналы, мосты, заборы и т. п. Работы были завершены к 1 апреля и были приняты владельцами сельхозугодий и представителями испанских властей.
19 октября 2015 года, по случаю своего первого визита в Мадрид, госсекретарь США Джон Керри подписал соглашение со своим испанским коллегой Хосе Мануэлем Гарсиа-Маргальо, согласно которому, две страны обязались вывезти токсичные земли Паломареса и разместить их в подходящем месте в Соединенных Штатах. План обеззараживания, разработанный в 2010 году, предусматривал уплотнение и фильтрацию пораженной земли, в результате чего оставалось около 6000 кубометров, для которых нужно было бы искать пункт захоронения. Поскольку в Испании нет мест для их хранения, то по соглашению 2015 года предусматривалось, что Испания возьмет на себя сбор, а США захоронит радиоактивные земли на своих территориях в пустыне Невада. Но сам меморандум так и не был подробно разработан, и загрязнение в Паломаресе сохранялось на начало 2023 года, когда Правительство Испании возобновило работу по очистке заражённых земель муниципалитета Альмерии, пострадавшего от ядерной катастрофы 57 лет назад. 50 000 кубометров токсичных земель по-прежнему разбросаны по 44 участкам, которые в 2023 году государство пытается экспроприировать.

## Последствия

### Операция «Хромированный купол»
Немедленно после авиакатастрофы над Паломаресом США заявили, что прекращают полёты над Испанией бомбардировщиков с ядерным оружием на борту. Через несколько дней правительство Испании установило формальный запрет на такие полёты.
Вскоре операция «Хромированный купол» была значительно сокращена. Министр обороны США Роберт Макнамара настаивал на полном прекращении операции, ссылаясь на то, что к 1966 году бомбардировщики представляли лишь незначительную часть ядерной мощи США, основой которой стали межконтинентальные баллистические ракеты наземного базирования Минитмен и морского базирования Поларис, а системы раннего оповещения гарантировали заблаговременное предупреждение о ракетном нападении. Также отмена операции позволила бы сэкономить 123 млн долларов оборонного бюджета. Позицию министра не поддержали ни Объединённый комитет начальников штабов, ни Стратегическое командование ВВС США, и президент Линдон Джонсон принял компромиссное решение: операция была продолжена, но количество вылетов сокращалось с 24 до четырёх в сутки.

### Иски и компенсации
США провели очистку заражённой территории и удовлетворили 536 заявок о компенсации, выплатив 711 тыс. долларов. Хотя никто не получил физических увечий, компенсации выплачивались за ущерб имуществу, потерю доходов в связи с невозможностью заниматься сельским хозяйством или рыболовством из-за поисковых работ, а также в связи с падением спроса на местные рыбу и овощи из-за боязни заражения. Чтобы не ухудшать отношения с испанским правительством и местным населением, по совету посла Дюка, американская сторона максимально упростила процедуры получения компенсаций. Иски на суммы до 15 тыс. долларов удовлетворялись на месте, без судебных слушаний. В срочных случаях авансы на сумму до 1000 долларов выплачивались до подачи формальных требований о компенсации, было удовлетворено 222 таких заявки. В трёх случаях небольшие суммы (500—600 долларов) были выплачены ex gratia людям, заявившим о физических травмах, полученных в результате катастрофы.
Ещё 14,5 тыс. долларов было выплачено рыбаку, наблюдавшему падение бомбы в море.
В самом Паломаресе десятилетия спустя о произошедшем не напоминает ничего, кроме улицы «17 января 1966». По сообщениям прессы в 2012 году госсекретарь США Хилари Клинтон и министр иностранных дел Испании Хосе Гарсиа-Маргалло обсуждали окончательное урегулирование вопроса о компенсациях и восстановлении заражённых площадей.

## Отображение в искусстве
- В 1967 году греческий режиссёр Михалис Какояннис снял антивоенную комедию «День, когда всплыла рыба»[7]. Сюжет фильма построен вокруг поисков сверхсекретного оружия, находившегося на борту самолёта НАТО, который потерпел крушение на греческом острове.
- В 1970 году опубликован приключенческий роман Анатола Имерманиса, опубликованный в 1971 году на русском языке под названием «Призраки отеля „Голливуд“».
- Карл Брошир, первый афроамериканский военный водолаз, стал инвалидом во время поисков одной из термоядерных бомб. Его история стала основой сюжета фильма «Военный ныряльщик» (англ.  Men of Honor).
- В 1971 году военным издательством Министерства обороны СССР опубликована (тираж в 50 000 экземпляров) книга Тэда Шульца[англ.] «Бомбы Паломареса» (The Bombs of Palomares) в сокращённом переводе с английского под редакцией генерал-лейтенанта Шевченко А. М.
- В 1983 году итальянский ансамбль «Righeira» выпустил шуточную песню на испанском языке «Vamos a la playa» (исп. — идём на пляж), в которой поётся о пляже, на который упала ядерная бомба и сделала его радиоактивным.[источник не указан 195 дней]
- Немецкая группа The House of Usher посвятила инциденту песню «Broken Arrow»[источник не указан 1829 дней].
- Центральный эпизод повести советского писателя-сатирика Льва Лукьянова «1000 и 1 бомба» — «двойная» потеря американской водородной бомбы где-то над Европой.